# 王氏遠環蚓
王氏遠環蚓（学名：Amynthas wangi）为巨蚓科遠環蚓屬下的一个种。